# 托普曼斯巴赫河

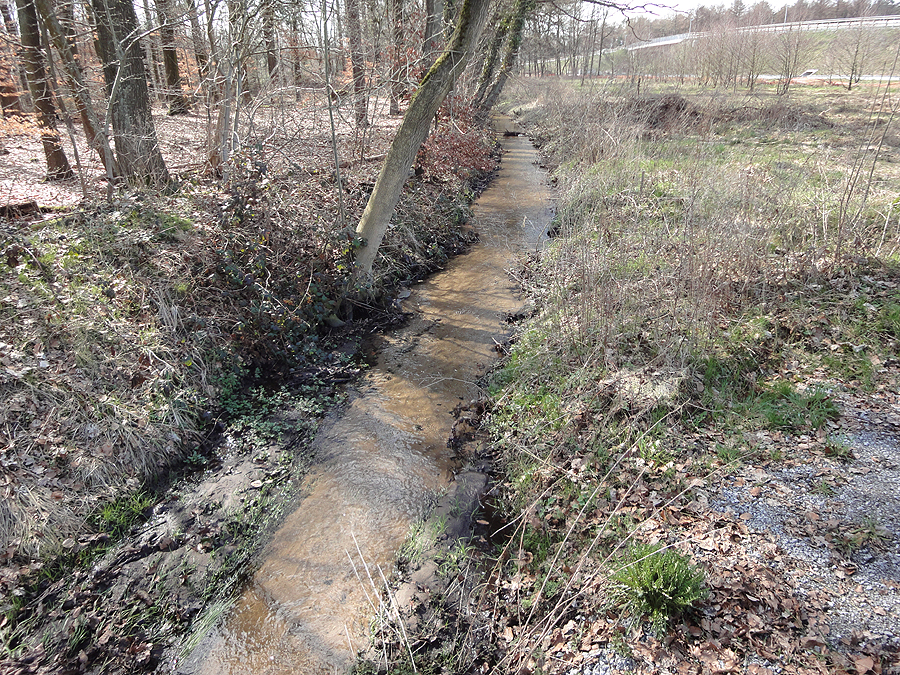

51°57′10″N 8°30′3″E / 51.95278°N 8.50083°E
托普曼斯巴赫河（德語：Toppmannsbach），是德國的河流，位於該國西部，處於北萊茵-威斯特法倫州，屬於賴爾巴赫河的右支流，河道全長2.1公里，河畔城鎮有比勒費爾德。